# Station Seugy
Station Seugyis een spoorweghalte aan de spoorlijn Montsoult-Maffliers - Luzarches. Het ligt in de Franse gemeente Seugy in het departement Val-d'Oise (Île-de-France).

## Geschiedenis
Het station werd in 1893 geopend.

## Ligging
Het station ligt op kilometerpunt 33,746 van de spoorlijn Montsoult-Maffliers - Luzarches (nulpunt op station Paris-Nord).

## Diensten
Het station wordt aangedaan door treinen van Transilien lijn H tussen Paris-Nord en Luzarches.

## Vorig en volgend station
| Richting  | Vorig station | Lijn    | Volgend station | Richting   |
| --------- | ------------- | ------- | --------------- | ---------- |
| Luzarches | Luzarches     | Trans H | Viarmes         | Paris-Nord |